# Cosmești, Galați
Cosmești là một xã thuộc hạt Galați, România. Dân số thời điểm năm 2002 là 6599 người.